# Li Ťi-šen
Li Ťi-šen (čínsky pchin-jinem Lǐ Jìshēn, znaky zjednodušené 李济深, tradiční 李濟深; 5. listopadu 1885 — 9. října 1959) byl čínský voják a politik, generál Národní revoluční armády Čínské republiky, místopředseda Ústřední lidové vlády Čínské lidové republiky (1949–1954), zastával vysoké pozice v zákonodárných a poradních shromážděních ČLR jako místopředseda Čínského lidového politického poradního shromáždění (od 1949) i místopředseda Všečínského shromáždění lidových zástupců (od 1954). Od roku 1948 předsedal Revolučnímu výboru čínského Kuomintangu, jedné z menších politických stran Čínské lidové republiky.
Generál vojsk Kuomintangu, zpočátku jako stoupenec Čankajška pomáhal likvidovat komunisty při masakrech v Šanghaji v roce 1927, později se stal jedním z hlavních Čankajškových vnitřních rivalů. Obviňoval Čankajška ze slabosti tváří v tvář japonské agresi a z podřízení se západním finančním zájmům. Po vypuknutí druhé čínsko-japonské války (1937–1945) se oba dohodli a Li vrátil do Kuomintangu a velení armády. Po skončení války však nové neshody s Čankajškem vedly k Li Ťi-šenovu opětovnému vyloučení z Kuomintangu. Poté se stal vůdcem odštěpeného Revolučního výboru čínského Kuomintangu, přešel na stranu komunistů a zastával vysoké politické funkce v nové Čínské lidové republice.

## Život
Li Ťi-šen se narodil v okrese Cchang-wu v provincii Kuang-si, v rodině statkáře, mezi jeho předky byli konfuciánští učenci. Matka mu zemřela, když mu byly čtyři roky. Po středoškolských studiích ve Wu-čou nastoupil roku 1904 na vojenskou akademii v Kantonu. Po jejím absolvování o tři roky později byl vybrán k dalšímu studiu na důstojnické akademii v Pekingu. Po vypuknutí wučchangského povstání v říjnu 1911 studium přerušil, aby mohl sloužit jako náčelník štábu 22. divize revoluční armády v Ťiang-su. Po vzniku Čínské republiky dokončil své vzdělání a zůstal na pekingské akademii jako vyučující.
Do Kantonu se vrátil v roce 1921, následujícího roku pomohl potlačit Čchen Ťiung-mingův pokus o převrat. Za to obdržel velení 1. divize. V roce 1924, poté co krátce působil jako komisař pro rekonstrukci oblasti Západní řeky–Wu-čou a jako velitel posádky Wu-čou, se stal zástupcem děkana nově zřízené vojenské akademie Whampoa pod vedením Čankajška. Po Sunjatsenově smrti v březnu 1925 byla kuangtungská kuomintangská vláda reorganizována na Národní vládu a Li byl jmenován velitelem 4. armády (dosavadní Kuangtungské armády). Následující rok strávil boji se zbývajícími Čchen Ťiung-mingovými oddíly. Když v červenci 1926 začal Severní pochod, účastnila se jej i Liova 4. armáda. Během této doby Li působil také jako guvernér provincie Kuang-tung, komisař pro vojenské záležitosti a zastupující náčelník vojenské akademie Whampoa. V roce 1927 byl zvolen do Ústředního výkonného výboru Kuomintangu a pomáhal Čankajškovi při čistkách a masakrech komunistů. V listopadu 1927 Li spolu s Wang Ťing-wejem odjel z Kantonu, aby se zúčastnil zasedání vedení Kuomintangu v Šanghaji ve snaze o obnovení jednoty strany. V jeho nepřítomnosti provedl v Kantonu Čang Fa-kchuej převrat. Důstojníci věrní Liovi však puč úspěšně potlačili, donutili Čanga ke kapitulaci a Li se v lednu 1928 vrátil do Kuang-tungu. V únoru 1928 byl Li jmenován členem stálého výboru kuomintangské komise pro vojenské záležitosti. Byl také jmenován vrchním velitelem nově zřízené Osmé pochodové armády. V březnu se stal předsedou kuangtungské pobočky politické rady Kuomintangu a vzápětí byl jmenován náčelníkem generálního štábu vojsk Severního pochodu. Po zbytek roku se Li účastnil jednání v Pekingu a krátce působil jako zastupující vrchní velitel nacionalistických sil, když Čankajšek odjel z Pekingu do Nankingu. V říjnu byl jmenován členem Státní rady a v listopadu 1928 rezignoval na funkci guvernéra provincie Kuang-tung.
V roce 1929 odcestoval do Nanjingu, aby zprostředkoval jednání mezi kuomintangskou vládou a Novou kuangsijskou klikou. V březnu však jednání zkrachovala, členové kliky byli vyloučeni z Kuomintangu a Li byl uvězněn. Na svobodu se dostal až po japonském útoku na Mukden v roce 1931, když byl Čankajšek nucen vzdát se moci. Po několika měsících však čankajšek obnovil své postavení a Li zůstal v ústraní v Kantonu do roku 1933, kdy odešel do Hongkongu. V roce 1933 se Li připojil k povstání fuťienských kuomintangských vojsk Čchen Ming-šua proti vlastní vládě a stal předsedou fuťienské lidové vlády. Začátkem roku 1934 však bylo povstání potlačeno Čankajškem a Li uprchl do Hongkongu.
V roce 1935 Li se svými spolupracovníky založil Čínskou lidovou revoluční ligu, která prosazovala odpor proti Japonsku a svržení kuomintangské vlády. V roce 1936 se Li zúčastnil povstání v Kuang-tungu a Kuang-si proti vládě, ale po jeho zhroucení se vrátil do Hongkongu. V roce 1938 bylo Liovi ve jménu jednoty v boji proti japonské hrozbě obnoveno členství v Kuomintangu a stal se opět členem komise pro vojenské záležitosti a Státní rady. Během čínsko-japonské války Li sloužil v několika vojenských funkcích. V roce 1944 byl jmenován předsedou vojenského poradního sboru a organizoval odpor proti Japonsku v jižní Kuang-si. Na 6. celostátním sjezdu Kuomintangu v květnu 1945 byl Li zvolen do ústředního dozorčího výboru Kuomintangu a následující rok působil jako delegát Národního shromáždění.
Po vypuknutí bojů mezi Kuomintangem a komunisty vydal v březnu 1947 prohlášení, v němž vyzval ke smíření. Za to byl na Čankajškův příkaz opět vyloučen z Kuomintangu. Reagoval snahou o sjednocení současných i bývalých členů Kuomintangu, kteří se postavili proti Čankajškovi. To vedlo začátkem roku 1948 k vytvoření Revolučního výboru čínského Kuomintangu, jehož se stal prvním předsedou.
Podílel se na přípravě vzniku Čínské lidové republiky (ČLR), na prvním Čínském lidovém politickém poradním shromáždění roku 1949 byl zvolen místopředsedou jeho celostátního výboru (znovuzvolen 1954 a 1959), roku 1949 byl také jmenován místopředsedou Ústřední lidové vlády Čínské lidové republiky  (do 1954). Po svolání prvního Všečínského shromáždění lidových zástupců roku 1954 byl zvolen místopředsedou jeho stálého výboru (znovuzvolen 1959). I po roce 1949 vedl Revoluční výbor čínského Kuomintangu.
Zemřel 9. října 1959 v Pekingu.
Li Ťi-šen se několikrát oženil a zplodil mnoho dětí. Jeden z jeho synů, Li Pchej-jao, byl v letech 1992–1996 také předsedou Revolučního výboru čínského Kuomintangu. 